# Dusze w niewoli
Dusze w niewoli – polski film fabularny z 1930 roku na podstawie powieści Bolesława Prusa „Dusze w niewoli”.
Obsada
- Ludwik Solski – stary Lachowicz
- Bolesław Mierzejewski – Jerzy Sielski
- Mieczysław Cybulski – Ludwik Lachowicz
- Alicja Halama – Zosia Lachowicz
- Zofia Batycka – Leontyna Łęcka
- Maria Rudzka – Jadwiga Starzyńska
- Henryk Kowalski – mąż Łęskiej
- Helena Larys-Pawińska – Ewa, ciotka Jadwigi
- Lech Owron – Witold Kaniewski

Ekipa
- Reżyseria, scenariusz – Leon Trystan
- Zdjęcia – Leonard Zawisławski
- Scenografia – Józef Galewski
- Produkcja – Hel-Studio
- Kierownictwo produkcji – Jerzy Starczewski